# Bandeira do Cazaquistão
A bandeira nacional do Cazaquistão, adotada em 4 de janeiro de 1992, consiste-se de um fundo de cor azul-celeste com uma águia e um sol dourado cercado por 32 raios ao centro.

## Simbolismo
A cor azul-celeste representa os diversos povos turcos que formam a população do país. Pessoas de diferentes tribos do Cazaquistão tiveram a águia dourada em suas bandeiras por séculos. A águia simboliza o poder do Estado. Para a nação moderna do Cazaquistão, a águia é um símbolo de independência, liberdade e um voo para o futuro.

## Outras bandeiras

Bandeira naval
Bandeira governamental

## Bandeiras históricas

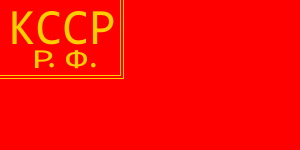
Bandeira da RASS do Cazaquistão, de 1920 a 1936.
Bandeira da RSS do Cazaquistão, de 1937 a 1940.
Bandeira da RSS do Cazaquistão, de 1940 a 1953.
Bandeira da RSS do Cazaquistão, de 1953 a 1991.